# Roger Bertrand Baron
Pour les articles homonymes, voir Baron.
Roger Bertrand Baron, dit Roger Baron, né à Paris le 5 mai 1907 et mort à Lalizolle (Allier) le 1er août 1994, est un sculpteur et médailleur français.

## Biographie
Élève de Marcel Paupion et Robert Wlérick (1882-1944), Roger Bertrand Baron fait ses débuts comme praticien dans l'atelier de Maxime Real del Sarte (1888-1954). Il pratique notamment la sculpture animalière.
Il est professeur d'anatomie humaine et animale aux cours normaux de la ville de Paris (préparation au professorat de dessin).
Il préside la section sculpture de la Société des artistes français, et est secrétaire général de l'Académie Gramont, membre du bureau de la Fondation Taylor et président fondateur du Salon national des artistes animaliers de 1976 à 1991.
Depuis 1991, le prix Roger B. Baron est décerné chaque année à un artiste animalier de talent pour l'ensemble de son œuvre. Ce prix est financé par la municipalité de Bry-sur-Marne dans le cadre du Salon national des artistes animaliers.

## Œuvres

### Monnaies et médailles
Roger Bertrand Baron est l'auteur de plus de 500 monnaies et médailles, frappées pour la plupart par la Monnaie de Paris ou par la Maison Arthus-Bertrand, ainsi que par la Franklin Mint de Philadelphie.

#### Monnaie
- 1953 : médaille du centenaire de la présence française en Nouvelle-Calédonie (1853-1953).
- 1961 : un essai de 20 centimes de nouveaux francs représentant le sourire de Reims.
- 1982 : monnaie de 10 francs de Monaco à l'effigie de la Princesse Grace de Monaco.
- 1979 : la toute première pièce représentant l'ancêtre de l'Euro, l'ECU, à l'effigie du parlement européen et la cathédrale de Strasbourg.
- 1992 : monnaie de 20 francs de Monaco représentant le palais princier.
- 2007 : monnaie de 2 € de Monaco commémorative Princesse Grâce de Monaco[4].

#### Médaille

##### Varia
- de 1957 à 1991 : la médaille officielle du Concours général agricole.
- Société Industrielle de l'Aisne fondée en 1868, bronze argenté, diamètre 59 mm.
- Cité de Carcassonne, médaille d'honneur de la ville de Carcassonne en 1951.
- Département de la Seine, Sceaux - Paris - Saint-Denis, bronze, diamètre 50 mm.

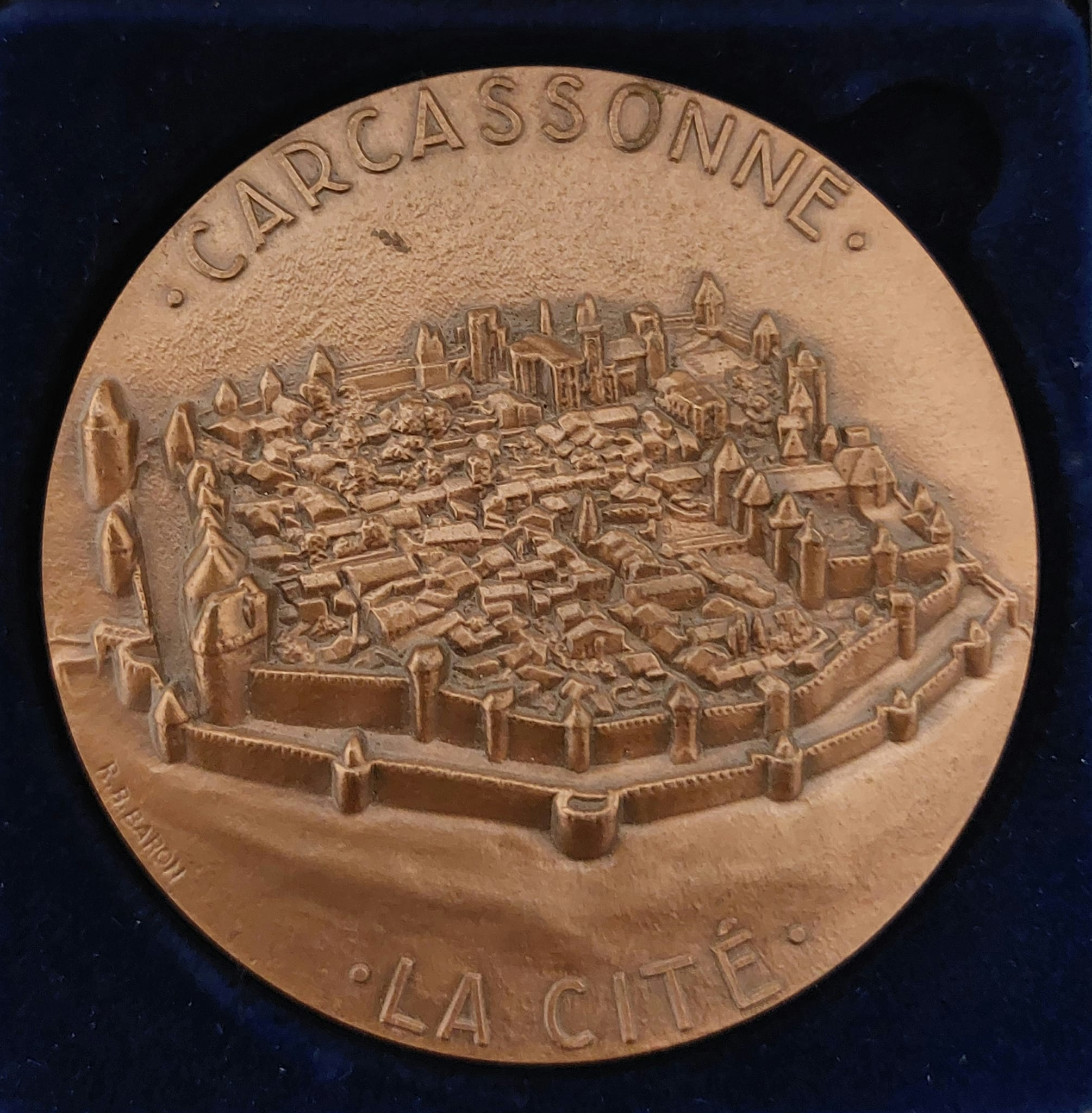
Avers de la médaille de la ville de Carcassonne.
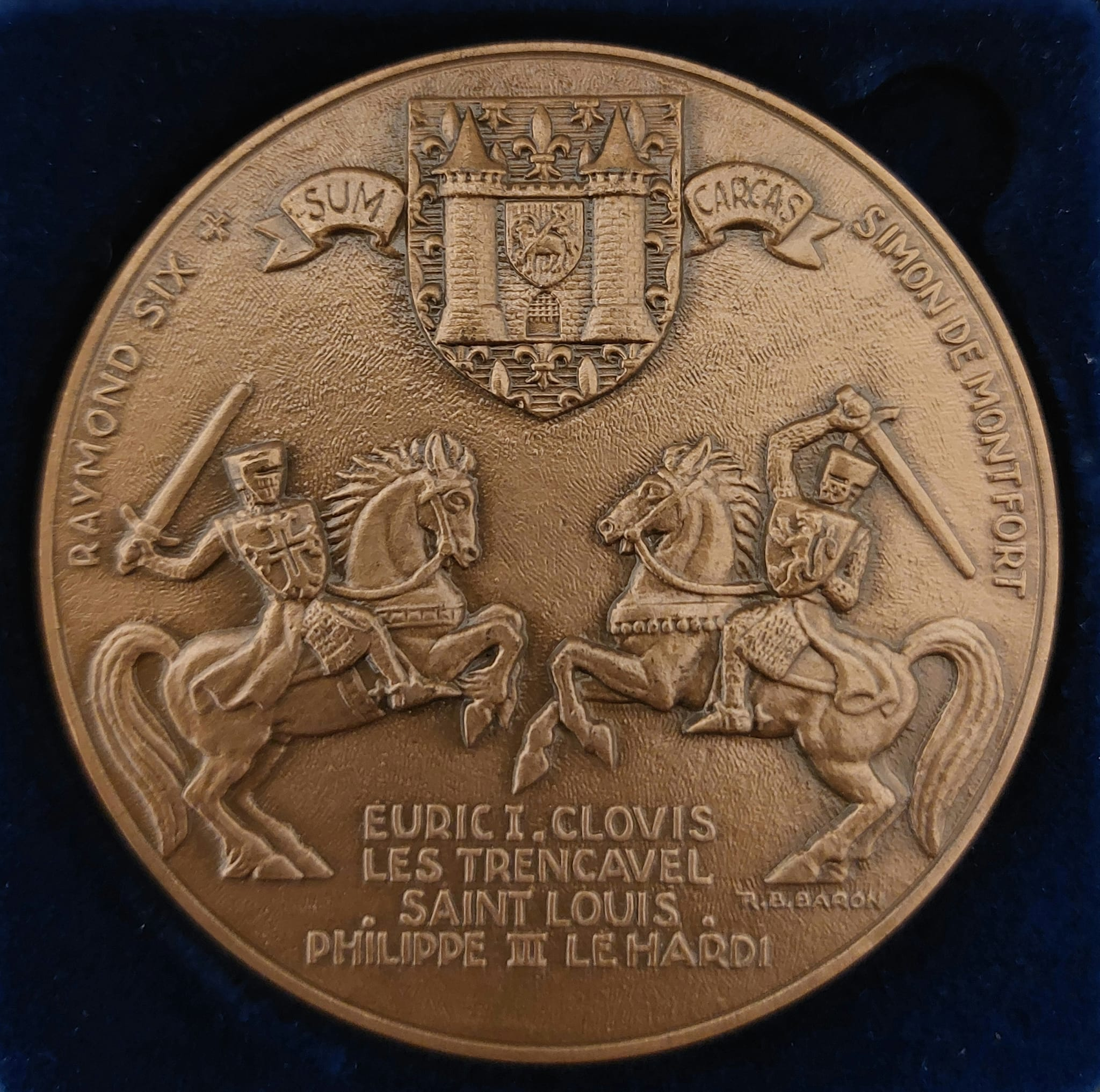
Revers de la médaille de la ville de Carcassonne

##### Médaille représentant un monument historique
- - Château de Hautefort (Dordogne) ;
  - Château de Luynes (Indre-et-Loire) ;
  - Château de Bonaguil (Lot-et-Garonne) ;
  - Château de Saumur (Maine-et-Loire) ;
  - Château de Chantilly (Oise) ;
  - Cité de Carcassonne (Aude);
  - La Sainte-Chapelle, Paris (Seine) ;
  - Château de Fontainebleau (Seine-et-Marne).
  - Cathédrale de Chartres (Eure-et-Loir).http[5],[6]

##### Médailles à l'effigie de personnalité
L'exploratrice Alexandra David-Néel, le neurologue Théophile Alajouanine, André Malraux, Charles de Gaulle, Jean-Paul II, Jean Rostand et Étienne Wolff (académiciens, pionniers de la génétique moderne), Jean Dorst (directeur du Muséum d'histoire naturelle), sir Alexander Fleming (découvreur de la pénicilline), l'écrivain Rudyard Kipling, Jules Verne, les Frères Lumière, Nicolas Pietri, le peintre Augustin Mémin...

### Sculpture
- une trentaine de bronzes animaliers, réalisés pour la plupart soit dans sa jeunesse, soit à partir des années 1970[réf. nécessaire].
- Pratique en marbre du Monument à Jeanne d'Arc, 1929, haut-relief de Maxime Real del Sarte, Paris, façade du no 163 rue Saint-Honoré.
- Monument à Jean Mermoz, Santiago du Chili[7].
- Buste en terre cuite de Georges Scapini, sur la tombe de celui ci au Cimetière du Père Lachaise (5e Division)[8].

### Épées d'académiciens
Roger Bertrand Baron a réalisé les épées d'académiciens de Jean Rostand, Étienne Wolff, Louis Gallien et Henri Normant.

## Distinctions
- Médaille d'or hors concours au Salon des artistes français de 1948.
- Officier de la Légion d'honneur[Quand ?].
- Officier de l'ordre national du Mérite.
- Officier de l'ordre des Palmes académiques.
- Officier de l'ordre du Mérite agricole.

## Galerie
- Médailles de Roger Bertrand Baron